# Celiptera
Celiptera é um gênero de traça pertencente à família Arctiidae.